# Lista de representantes da Suécia ao Oscar de melhor filme internacional

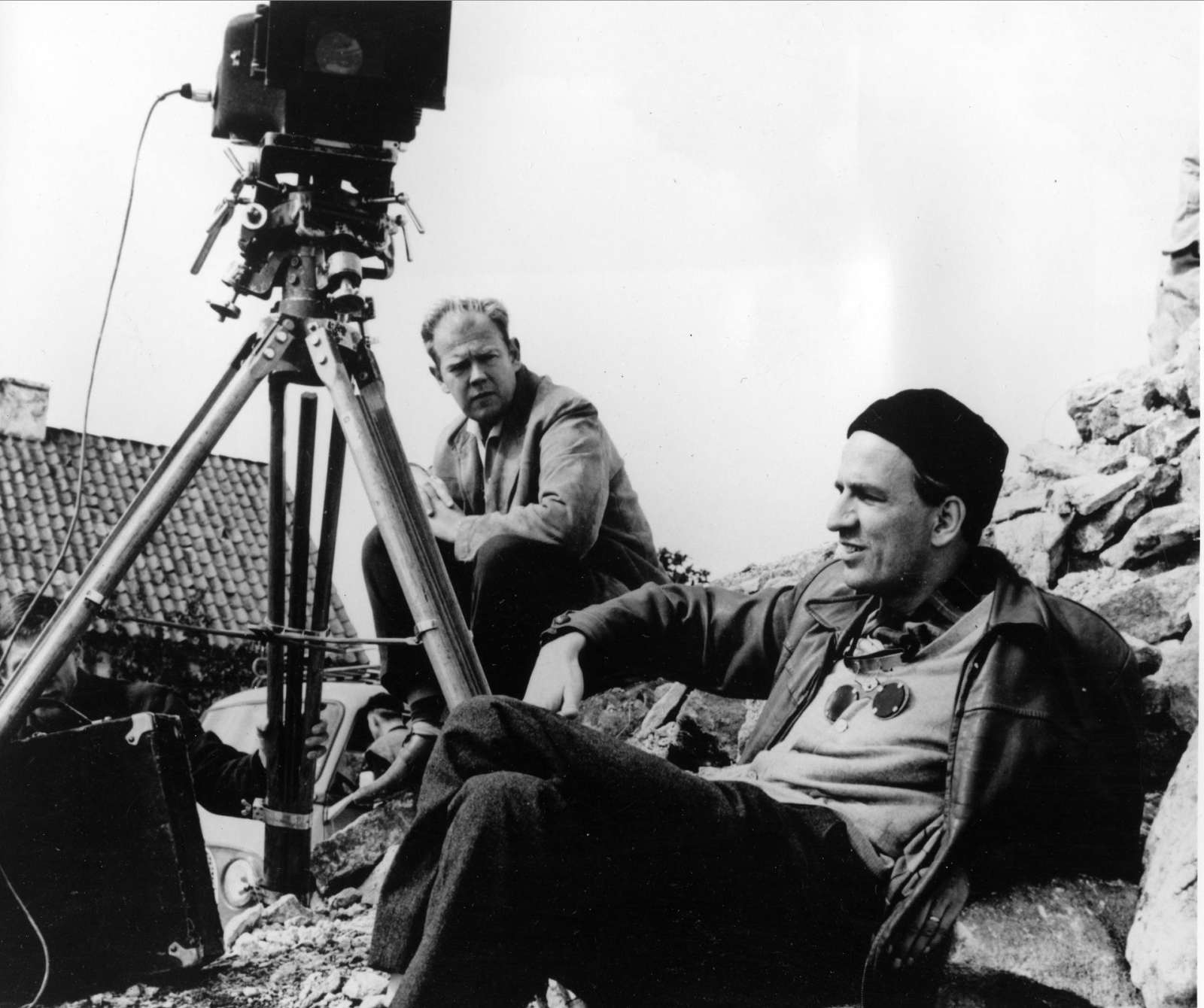
Ingmar Bergman com seu cinematográfico de longa data Sven Nykvist durante a produção de Såsom i en spegel, vencedor do Oscar de melhor filme internacional na 34ª edição do Oscar.

A Suécia tem enviado filmes ao Oscar de melhor filme internacional desde a concepção do prêmio através do júri da Guldbagge. Os suecos só não enviaram mais filmes do que França, Itália, Japão e Espanha, e falhou no envio apenas uma vez nos últimos 30 anos.
Dezesseis filmes da Suécia foram indicados ao Oscar e três venceram o prêmio: Jungfrukällan (1960), Såsom i en spegel (1961) e Fanny och Alexander (1982), todos dirigidos por Ingmar Bergman, que representou a Suécia por oito vezes, um recorde. Seu filme Scener ur ett äktenskap foi enviado em 1974, mas foi desclassificado por ter sido transmitido anteriormente pela televisão sueca. De acordo com Robert Osborne, o país não entrou na competição de 1975 como forma de protesto. Outros diretores proeminentes são Bo Widerberg e Jan Troell; ambos tiveram três filmes indicados. O vencedor de 1988 Pelle erobreren é uma produção sueco-dinamarquesa, mas foi inscrito pela Dinamarca. Em 2002, houve uma certa controvérsia com a inscrição da Suécia de Lilja 4-ever, já que a maior parte dos diálogos do filmes é em russo e não em sueco. Eventualmente ele foi aceito como elegível, mas não recebeu a indicação.

## Filmes
A Academia de Artes e Ciências Cinematográficas convida as indústrias cinematográficas de vários países a enviar seus melhores filmes para o Oscar de Melhor Filme Internacional desde 1956. O Comitê de Filmes Internacionais dirige o processo e revê todos os filmes enviados. Depois disso, eles votam via voto secreto para determinar os cinco indicados para o prêmio. Antes da premiação ser criada, o Conselho de Governadores da Academia votava em um filme todo ano que era considerado o melhor filme de língua estrangeira lançado nos Estados Unidos e não havia enviados.
A lista abaixo contém os filmes enviados pela Suécia para análise da Academia.
| Ano (Ceremônia) | Título original                                      | Título em português                                     | Diretor(a)           | Resultado       |
| --------------- | ---------------------------------------------------- | ------------------------------------------------------- | -------------------- | --------------- |
| 1956 (29ª)      | Ratataa                                              |                                                         | Hasse Ekman          | Não indicado    |
| 1957 (30ª)      | Det sjunde inseglet                                  | O Sétimo Selo                                           | Ingmar Bergman       | Não indicado    |
| 1958 (31ª)      | Ansiktet                                             | O Rosto                                                 | Ingmar Bergman       | Não indicado    |
| 1960 (33ª)      | Jungfrukällan                                        | A Fonte da Donzela                                      | Ingmar Bergman       | Oscar           |
| 1961 (34ª)      | Såsom i en spegel                                    | Através de um Espelho                                   | Ingmar Bergman       | Oscar           |
| 1962 (35ª)      | Älskarinnan                                          | A Amante Sueca                                          | Vilgot Sjöman        | Não indicado    |
| 1963 (36ª)      | Tystnaden                                            | O Silência                                              | Ingmar Bergman       | Não indicado    |
| 1964 (37ª)      | Kvarteret Korpen                                     |                                                         | Bo Widerberg         | Indicado        |
| 1965 (38ª)      | Käre John                                            | Adorado John                                            | Lars-Magnus Lindgren | Indicado        |
| 1966 (39ª)      | Persona                                              | Quando Duas Mulheres Pecam                              | Ingmar Bergman       | Não indicado    |
| 1967 (40ª)      | Här har du ditt liv                                  |                                                         | Jan Troell           | Não indicado    |
| 1968 (41ª)      | Skammen                                              | Vergonha                                                | Ingmar Bergman       | Não indicado    |
| 1969 (42ª)      | Ådalen 31                                            |                                                         | Bo Widerberg         | Indicado        |
| 1970 (43ª)      | En kärlekshistoria                                   | Um História de Amor Sueca                               | Roy Andersson        | Não indicado    |
| 1971 (44ª)      | Utvandrarna                                          | Os Emigrantes                                           | Jan Troell           | Indicado        |
| 1972 (45ª)      | Nybyggarna                                           | O Preço do Triunfo                                      | Jan Troell           | Indicado        |
| 1973 (45ª)      | Scener ur ett äktenskap                              | Cenas de um Casamento                                   | Ingmar Bergman       | Desclassificado |
| 1976 (49ª)      | Mina drömmars stad                                   |                                                         | Ingvar Skogsberg     | Não indicado    |
| 1977 (50ª)      | Mannen på taket                                      |                                                         | Bo Widerberg         | Não indicado    |
| 1979 (52ª)      | Ett anständigt liv                                   |                                                         | Stefan Jarl          | Não indicado    |
| 1980 (53ª)      | Herr Puntila och hans dräng Matti                    |                                                         | Ralf Långbacka       | Não indicado    |
| 1981 (54ª)      | Barnens ö                                            |                                                         | Kay Pollak           | Não indicado    |
| 1982 (55ª)      | Ingenjör Andrées luftfärd                            |                                                         | Jan Troell           | Indicado        |
| 1983 (56ª)      | Fanny och Alexander                                  | Fanny e Alexander                                       | Ingmar Bergman       | Oscar           |
| 1984 (57ª)      | Åke och hans värld                                   |                                                         | Allan Edwall         | Não indicado    |
| 1985 (58ª)      | Ronja Rövardotter                                    |                                                         | Tage Danielsson      | Não indicado    |
| 1986 (59ª)      | Offret                                               | O Sacrifício                                            | Andrei Tarkovsky     | Não indicado    |
| 1987 (60ª)      | Hip Hip Hurrah!                                      |                                                         | Kjell Grede          | Não indicado    |
| 1989 (62ª)      | Kvinnorna på taket                                   |                                                         | Carl-Gustav Nykvist  | Não indicado    |
| 1990 (63ª)      | God afton, Herr Wallenberg                           |                                                         | Kjell Grede          | Não indicado    |
| 1991 (64ª)      | Oxen                                                 | O Boi                                                   | Sven Nykvist         | Indicado        |
| 1992 (65ª)      | Änglagård                                            | A Casa dos Anjos                                        | Colin Nutley         | Não indicado    |
| 1993 (66ª)      | Kådisbellan                                          | Loucuras de Garoto                                      | Åke Sandgren         | Não indicado    |
| 1994 (67ª)      | Sista dansen                                         |                                                         | Colin Nutley         | Não indicado    |
| 1995 (68ª)      | Lust och fägring stor                                | Todas as Coisas São Belas                               | Bo Widerberg         | Indicado        |
| 1996 (69ª)      | Jerusalem                                            | Jerusalém - Uma Verdadeira História de Amor e Fé        | Bille August         | Não indicado    |
| 1997 (70ª)      | Tic Tac                                              |                                                         | Daniel Alfredson     | Não indicado    |
| 1998 (71ª)      | Fucking Åmål                                         | Amigas de Colégio                                       | Lukas Moodysson      | Não indicado    |
| 1999 (72ª)      | Under solen                                          | Sob o Sol                                               | Colin Nutley         | Indicado        |
| 2000 (73ª)      | Sånger från andra våningen                           | Canções do Segundo Andar                                | Roy Andersson        | Não indicado    |
| 2001 (74ª)      | Jalla! Jalla!                                        | Jalla! Jalla!                                           | Josef Fares          | Não indicado    |
| 2002 (75ª)      | Lilya 4-ever                                         | Para Sempre Lilya                                       | Lukas Moodysson      | Não indicado    |
| 2003 (76ª)      | Ondskan                                              | Evil: Raízes do Mal                                     | Mikael Håfström      | Indicado        |
| 2004 (77ª)      | Så som i himmelen                                    | A Vida no Paraíso                                       | Kay Pollak           | Indicado        |
| 2005 (78ª)      | Zozo                                                 |                                                         | Josef Fares          | Não indicado    |
| 2006 (79ª)      | Farväl Falkenberg                                    |                                                         | Jesper Ganslandt     | Não indicado    |
| 2007 (80ª)      | Du levande                                           | Vocês, os Vivos                                         | Roy Andersson        | Não indicado    |
| 2008 (81ª)      | Maria Larssons eviga ögonblick                       | Momentos Eternos de Maria Larssons                      | Jan Troell           | Pré-lista       |
| 2009 (82ª)      | De ofrivilliga                                       | Involuntário                                            | Ruben Östlund        | Não indicado    |
| 2010 (83ª)      | I rymden finns inga känslor                          | No Espaço Não Existem Sentimentos                       | Andreas Öhman        | Pré-lista       |
| 2011 (84ª)      | Svinalängorna                                        | Além                                                    | Pernilla August      | Não indicado    |
| 2012 (85ª)      | Hypnotisören                                         | O Hipnotista                                            | Lasse Hallström      | Não indicado    |
| 2013 (86ª)      | Äta sova dö                                          |                                                         | Gabriela Pichler     | Não indicado    |
| 2014 (87ª)      | Turist                                               | Força Maior                                             | Ruben Östlund        | Pré-lista       |
| 2015 (88ª)      | En duva satt på en gren och funderade över tillvaron | Um Pombo Pousou num Galho Refletindo sobre a Existência | Roy Andersson        | Não indicado    |
| 2016 (89ª)      | En man som heter Ove                                 | Um Homem Chamado Ove                                    | Hannes Holm          | Indicado        |
| 2017 (90ª)      | The Square                                           | The Square: A Arte da Discórdia                         | Ruben Östlund        | Indicado        |
| 2018 (91ª)      | Gräns                                                | Border                                                  | Ali Abbasi           | Não indicado    |
| 2019 (92ª)      | And Then We Danced                                   | E Então Nós Dançamos                                    | Levan Akin           | Não indicado    |
| 2020 (93ª)      | Charter                                              |                                                         | Amanda Kernell       | Não indicado    |
| 2021 (94ª)      | Tigrar                                               |                                                         | Ronnie Sandahl       | Não indicado    |
| 2022 (95ª)      | Boy from Heaven                                      | Garoto dos Céus                                         | Tarik Saleh          | Pré-lista       |